# Trofeo Matteotti 2019
Il Trofeo Matteotti 2019, settantaduesima edizione della corsa e valevole come evento dell'UCI Europe Tour 2019 e della Ciclismo Cup 2019 categoria 1.1, si è svolto il 22 settembre 2019 su un percorso di 195 km, con partenza e arrivo a Pescara, in Italia. La vittoria è stata appannaggio dell'italiano Matteo Trentin, il quale ha completato il percorso in 4h46'28", alla media di 40,842 km/h, precedendo il costaricano Andrey Amador e il connazionale Daniel Savini.
Sul traguardo di Pescara 72 ciclisti, su 149 partenti, hanno portato a termine la competizione.

## Squadre e corridori partecipanti
| N.      | Cod. | Squadra                       |
| ------- | ---- | ----------------------------- |
| 1-6     | AST  | Astana Pro Team               |
| 11-17   | ITA  | Italia                        |
| 21-27   | EF1  | EF Education First            |
| 31-37   | MOV  | Movistar Team                 |
| 41-47   | TDD  | Team Dimension Data           |
| 51-57   | ANS  | Androni Giocattoli-Sidermec   |
| 61-67   | BRD  | Bardiani CSF                  |
| 71-77   | NSK  | Neri Sottoli Selle Italia KTM |
| 81-87   | NIP  | Nippo-Vini Fantini-Faizanè    |
| 91-97   | VCB  | Vital Concept-B&B Hotels      |
| 101-107 | GAZ  | Gazprom-RusVelo               |
| 111-117 | TDE  | Total Direct Énergie          |

| N.      | Cod. | Squadra                            |
| ------- | ---- | ---------------------------------- |
| 121-127 | WGG  | Wanty-Gobert Cycling Team          |
| 131-137 | CJR  | Caja Rural-Seguros RGA             |
| 141-147 | DMP  | Delko Marseille Provence           |
| 151-157 | GTV  | Giotti Victoria-Palomar            |
| 161-167 | BHP  | BeltramiTSA Hopplà Petroli Firenze |
| 171-177 | SAN  | Sangemini-Trevigiani-MG.K Vis      |
| 181-187 | BIC  | Biesse Carrera                     |
| 191-197 | AMO  | Amore & Vita-Prodir                |
| 201-207 | AZT  | d'Amico UM Tools                   |
| 211-217 | MKT  | Meridiana Kamen Team               |
| 221-227 | CDT  | CCC Development Team               |

## Ordine d'arrivo (Top 10)
| Pos. | Corridore       | Squadra       | Tempo    |
| ---- | --------------- | ------------- | -------- |
| 1    | Matteo Trentin  | Italia        | 4h46'28" |
| 2    | Andrey Amador   | Movistar      | s.t.     |
| 3    | Daniel Savini   | Bardiani      | s.t.     |
| 4    | Fabien Doubey   | Wanty         | s.t.     |
| 5    | Matteo Fabbro   | Italia        | a 1"     |
| 6    | Sep Vanmarcke   | Educ. First   | a 25"    |
| 7    | Manuel Belletti | Androni       | s.t.     |
| 8    | Sonny Colbrelli | Bahrain-Mer.  | s.t.     |
| 9    | Cyril Gautier   | Vital Concept | s.t.     |
| 10   | Nelson Soto     | Caja Rural    | s.t.     |